# 本·帕蒂森
本·帕蒂森（英語：Ben Pattison，2001年12月15日—），生于弗雷姆勒，英国男子田径运动员，主攻800米赛跑，2022年英联邦运动会男子800米铜牌得主、2023年世界田径锦标赛男子800米铜牌得主。